# Coenonympha phryne
Coenonympha phryne is een vlinder uit de onderfamilie Satyrinae van de familie Nymphalidae (aurelia's). De wetenschappelijke naam is voor het eerst geldig gepubliceerd in 1771 door Pallas.
De soort komt voor in Europa.